# Mountain Wilderness
 (octobre 2014).
Mountain Wilderness est une association internationale dont le but principal est la « sauvegarde de la montagne, sous tous ses aspects. » Mountain Wilderness est une ONG, dotée de sections nationales.
En France, Mountain Wilderness est reconnue d'utilité publique.

## Historique
Mountain Wilderness est avant tout la formalisation d'un état d'esprit dans une structure collaborative. L'objectif de départ était de permettre aux alpinistes du monde entier de se regrouper pour pouvoir engager des actions concrètes de défense de la montagne. Fondée sur des valeurs partagées par une communauté de pratiquants de la montagne, l'association voit le jour sous la forme d'un regroupement international en 1987. Lors du congrès fondateur, un texte définissant valeurs et objectifs de l'association est adopté et publié sous le nom de « Thèses de Biella ». Mountain Wilderness met en avant les points suivants :
- la notion de wilderness est une part importante de l'équilibre naturel, équilibre que l'homme menace consciemment ou non par sa présence et ses activités ;
- à l'échelle individuelle, de l'alpiniste chevronné au pratiquant occasionnel de la montagne, tous doivent être informés et encouragés à adopter des pratiques respectueuses de la montagne et des autres ;
- les élus doivent être conseillés et sensibilisés aux problèmes et enjeux relatifs à la montagne ;
- de façon plus générale, une culture et un respect de la montagne sont à promouvoir, pour assurer la sauvegarde ou le retour à un équilibre entre activités humaines et survie des montagnes.

Mountain Wilderness est donc premièrement le regroupement d'alpinistes de tous niveaux et de tous horizons dans une association de défense de l'environnement ; l'esprit au sein des sections nationales en est cependant parfois plus proche du club d'alpiniste que de l'association. Plusieurs actions de terrains amènent les membres actifs à réaliser des ascensions ou à parcourir la montagne, en plus des actions administratives et citoyennes. L'ascension du mont Blanc en 1998 avec des parlementaires italiens, suisses et français, pour soutenir la protection internationale du mont Blanc, est un exemple d'engagement bien particulier de l'association.
Au-delà des actions spectaculaires de ce type, Mountain Wilderness s'est donné pour objectif d'inciter tout un chacun à réfléchir sur sa pratique de la montagne et son rapport à la Nature en général. L'association, par la voix de ses garants et d'alpinistes reconnus, cherche à remettre en question le consumérisme et l'état d'esprit propriétaire qui semble avoir gagné, non seulement les montagnes, mais la société occidentale dans son ensemble. Ce débat, menant parfois à des actions de protestation critiquées, se formalise également dans des dossiers concrets, tels que l'urbanisation des vallées ou les pratiques de sports mécanisés en montagne. Dans tous les cas, la notion de wilderness est au cœur des actions engagées par ses membres.
La section française est fondée en septembre 1988, lors du congrès d'Evian.

## Actions
Mountain Wilderness a engagé plusieurs types d'actions. Au niveau international, des actions ponctuelles sont organisées pour mettre en application les engagements formulés dans les Thèses de Biella : nettoyage du K2 en 1990, formations ciblées en Himalaya et en Afghanistan, etc.
Les sections nationales mènent des actions de concertations et lobbying dans les projets d'aménagement, organisent des opérations ponctuelles et assurent le bon fonctionnement de l'association.
Mountain Wilderness soutient la cause tibétaine.
Dans l'entre-deux-tours de l'élection présidentielle française de 2017 qui oppose Marine Le Pen à Emmanuel Macron, Mountain Wilderness France appelle implicitement dans une tribune avec soixante autres associations à faire barrage à la candidate FN.

### France

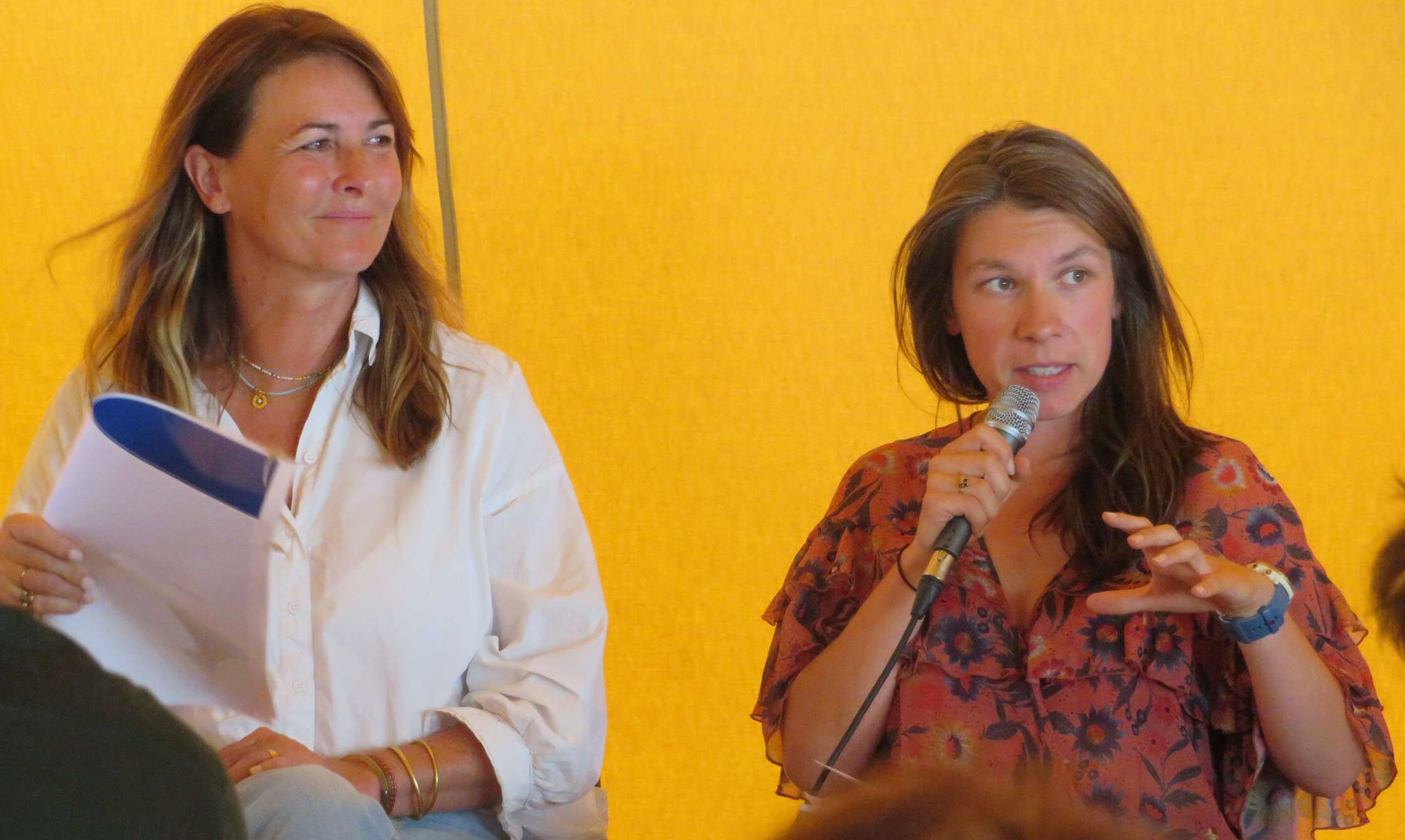
Fiona Mille (micro) aux Journées d'été des écologistes 2024

Bernard Amy est un des fondateurs de Mountain Wilderness France, dont il devint président, succédant à Haroun Tazieff et Patrick Gabarrou.
François Labande co-fonde la section française de l'ONG Mountain Wilderness dont il est secrétaire de 1988 à 1994 puis président de 1995 à 2002 avant d'en devenir le président d'honneur et un de ses garants internationaux. Elle est aujourd'hui présidée par Fiona Mille, qui succède à Frédi Meignan en 2021. 
L'association est reconnue d'utilité publique depuis le 17 septembre 2007. Elle est titulaire d'un agrément de protection de l'environnement dans le cadre national français, valable cinq ans à compter du 1er janvier 2019.
Elle organise plusieurs actions et participe en tant qu'ONG aux débats sur les aménagements en montagne et sur les parcs nationaux. Dans le cadre de la sauvegarde du massif du Mont-Blanc, Mountain Wilderness France travaille fréquemment avec les sections suisse et italienne, notamment à la promotion du projet de zone protégée transnationale dans le massif.
Actions et projets de la section française :
- « Silence ! », campagne d'actions contre le bruit en montagne et les dégâts liés à l'utilisation des 4x4, quads, hélicoptères... ;
- groupe de travail sur le transit international et le transport en montagne ;
- soutien du projet de Parc national dans les Calanques de Marseille ;
- protection du Mont Blanc et du massif italo-franco-suisse ;
- actions ponctuelles de nettoyage de sites[7];
- actions de lobbying dans les projets d'aménagements et d'urbanisation en montagne ;
- concours et portail « Changez d'approche »[8]